# بيت المقبلى (الرضمة)

تعديل مصدري - تعديل

بيت المقبلى هي إحدى قرى عزلة كحلان بمديرية الرضمة التابعة لمحافظة إب، بلغ تعداد سكانها 515 نسمة حسب تعداد اليمن لعام 2004.